# 丹地機場
邓迪機場（英語：Dundee Airport）是一個位于苏格兰邓迪的小型機場。
由于临近圣安德鲁斯、格林伊各和卡努斯蒂，邓迪机场是高尔夫爱好者最常用的地区机场。邓迪机场可以接纳私人飞机起降，也有洛根航空提供的固定航班。

## 历史
邓迪机场于1963年开业，机场建在泰河河口的填海陆地上。最初的跑道是草皮铺就的，长900公尺（2953英尺）。第一班固定航线由英国鹰航（British Eagle）于1966年7月5日开通，前往格拉斯哥国际机场，两周后又新开两个航班，分别执飞爱丁堡国际机场和格拉斯哥普雷斯特维克国际机场。在评估损失了10000英镑后，鹰航于1967年10月31日关闭了格拉斯哥航线。差不多同时期，保守党拿下了邓迪市议会，然后决定关闭机场。停用的机场成为邓迪大学的运动场。当工党夺回议会控制权后，机场又重新开启。1970年代，草皮跑道被一条1100公尺（3609英尺）长的沥青跑道取代。到了1990年代，沥青跑道又被延长到1400公尺（4593英尺）。

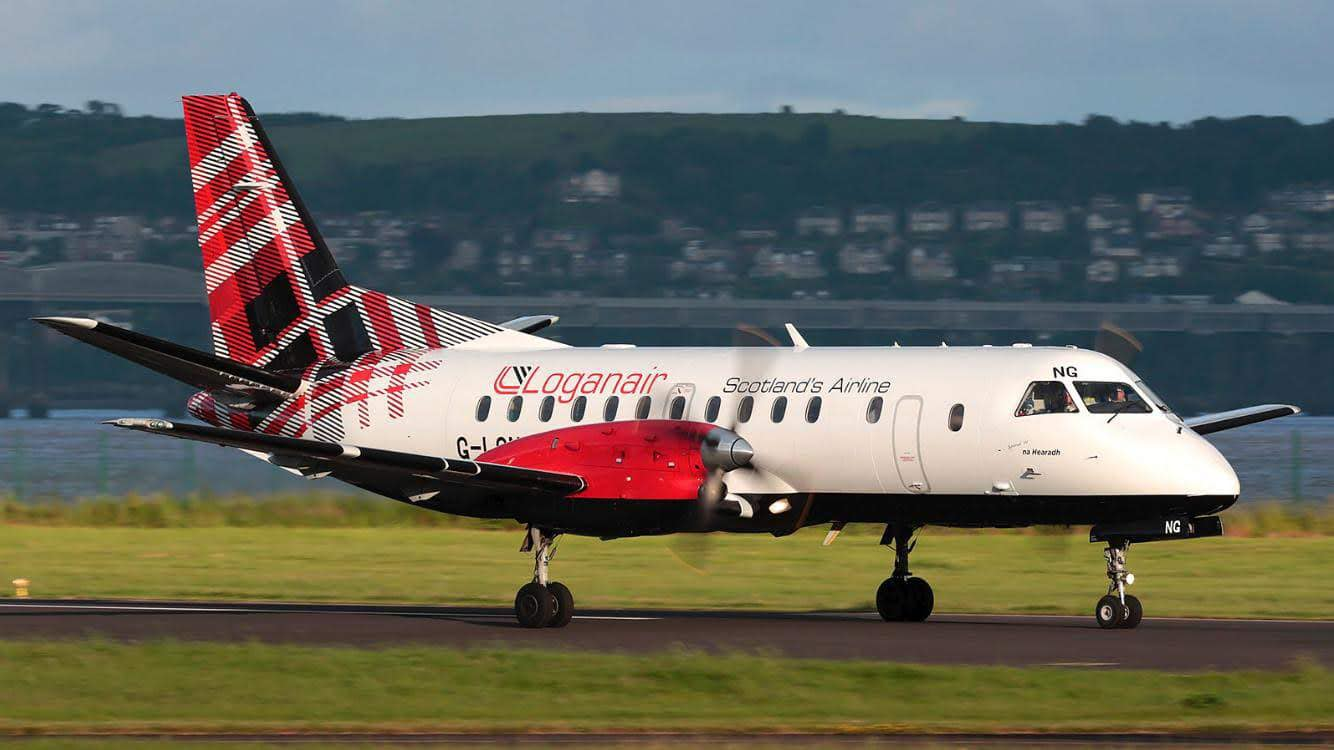
一架洛根航空的客机

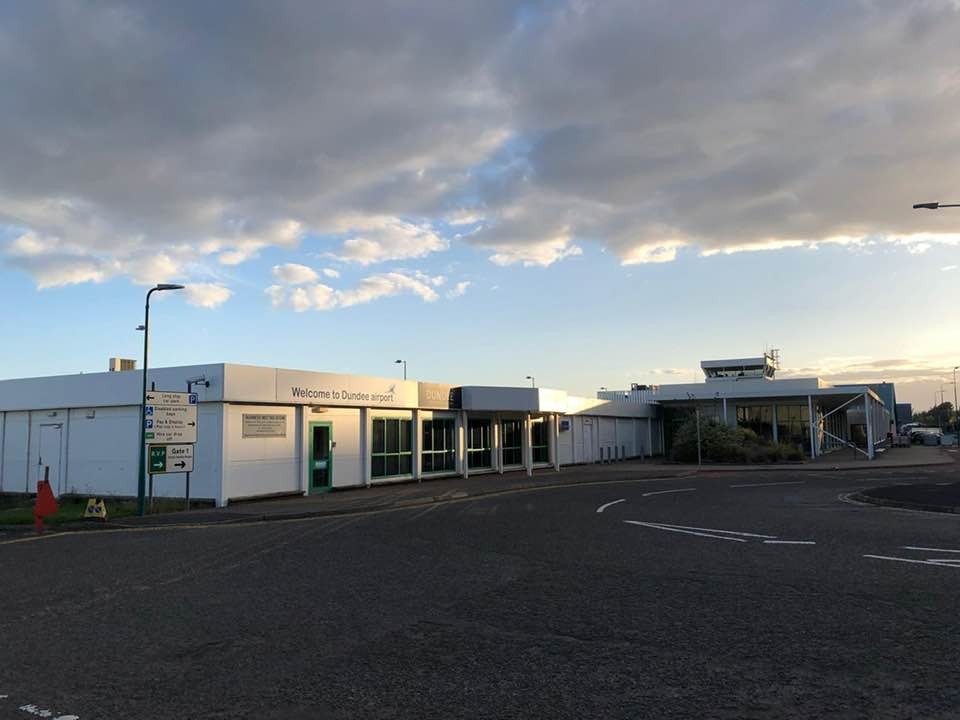
2020年的航站楼

邓迪机场于1982年4月16日被指定为口岸机场。1983年机场安置了跑道指引灯。1997年，时任欧美运输局局长的尼尔·基诺克为新航站楼揭幕。
1980年代，苏格兰航空（Air Ecosse）运营从邓迪到阿伯丁机场、卡莱尔机场、曼彻斯特机场和丹麦的艾斯比约机场的航线。执飞机型为肖特330和肖特360。英伦航空曾在90年代运营过邓迪到曼彻斯特的航线。该航线在1998年停运后，邓迪机场有接近一年时间没有固定航班。2007年，苏格兰人航空（ScotAirways）开辟了从邓迪到伦敦城市机场的定期航班，执飞机型为多尼尔328。从2007年到2009年9月间，苏格兰人航空是以法航旗下城捷航空的名义运营的。2009年，在股权变动后变动后，城捷航空以法航集团成员的名义登台，但伦敦航线的机组仍是苏格兰人航空提供。到了2011年1月，苏格兰人航空不再运营伦敦航线后，城捷航空将执飞机型改为自家的福克50，并将砍掉部分班次。同年，洛根航空并购了苏格兰人航空，多尼尔328执飞的伦敦航线又恢复了。2007年5月29日，飞升航空（FlyWhoosh）开始执飞邓迪到伯明翰机场和贝尔法斯特城市机场的航班，执飞机型为ATR42。但由于飞升航空本身没有机组，实际上的执飞者是一家波兰的航空公司：白鹰航空（White Eagle Aviatio）。但这两条航线非常短命，在同年12月就终止了。2008年3月3日，洛根航空宣布将会重启飞升航空的旧航线，包括一周三班的伯明翰航线和工作日及周日往返贝尔法斯特航线。执飞机型为萨博340。2012年10月，洛根航空宣布将会停飞伯明翰和贝尔法斯特航线，理由是低上座率和飙升的燃油费。2013年12月，城捷航空宣布将于2014年4月起停飞伦敦城市机场航线。此次停飞标志着邓迪机场将再度失去固定航班，为机场的前景带来了诸多不确定性。但2014年1月22日，苏格兰高地和离岛机场集团（HIAL）又宣布洛根航空将接替城捷航空执飞伦敦，目的地机场改为斯坦斯特德。
2019年12月20日，洛根航空宣布将于2020年春执飞邓迪到伦敦城市机场和贝尔法斯特城市机场的新航线，执飞机型为ATR42。

## 机场设备
由于跑道长度的限制，中程客机（例如波音737）无法在邓迪机场降落。机场跑道可以降落的最大机型为空中巴士A318。这导致短期内邓迪机场无法开辟国际航班，故机场航站楼内也没有设置边检设备。

## 争议
2008年8月，高地和离岛机场集团宣布将新开一条从邓迪到阿姆斯特丹的国际航线。同年10月底，《晚间电讯报》上刊出了一篇报道，报道考虑了开辟前往西班牙的航线的可能性。对此，机场运营方也重申邓迪机场有降落A318客机的能力。
2016年，Flybe航空宣布将开辟首条从邓迪到阿姆斯特丹的航线。5月23日该航线首航，执行机型为78座的庞巴迪DHC8 Q400。但11月19日，航空公司暂停了该航班，所有订票的乘客被转到了爱丁堡机场飞阿姆斯特丹的航班上。原定12月16日恢复的航线始终没有恢复。12月23日，Flybe宣布将于2017年停飞阿姆斯特丹航线，理由是邓迪机场的雷达扫描范围不够。Flybe随后表示若邓迪机场设备升级，将再次恢复该航线。
此举引发了当地居民的质疑，因为该航线非常受欢迎。事实上，直到航班停飞前，航班都是订满的。

## 事故
- 2003年10月24日，一架美国注册的索达卡700在距离邓迪机场跑道200公尺处触海。机场很快派出了气垫船救援，15分钟内失事飞机上全体人员均获救，尽管四人都受轻伤。
- 2005年6月6日，一架格罗布G115型飞机在邓迪机场的围栏处坠毁，飞行员成功逃生，但飞机严重损毁。事后显示该飞行员正在接受训练，在降落时遇到问题。
- 2015年5月3日，一架从因弗内斯飞往邓迪机场的比奇男爵飞机在珀斯地区的阿伯奈特（Abernyte）坠毁，机上两人身亡。飞机残骸在当日下午4点被寻获。

## 交通

### 公路
邓迪机场位于A85公路一侧，距离邓迪市区约3.3英里。机场门口有的士可供搭乘。

### 巴士
邓迪机场距离市区的巴士总站仅有6分钟车程，巴士总站有可以抵达各地的巴士。

### 铁路
邓迪机场距离邓迪火车站约2英里，从邓迪火车站有可以到达阿伯丁、爱丁堡、利兹和伦敦的列车。

## 航空公司及目的地
| 航空公司 | 目的地                     |
| -------- | -------------------------- |
| 洛根航空 | 贝尔法斯特—城市、伦敦—城市 |